# James Justinian Morier
James Justinian Morier (asi 1780, Smyrna, Turecko – 3. března 1849, Brighton, Anglie) byl britský diplomat a romantický spisovatel známý především díky svému románu The Adventures of Hajji Baba of Ispahan (1824, Dobrodružství Hadži Baby z Isfahánu).

## Život
Morier se narodil asi roku 1780 v turecké Smyrně (dnes Izmir) jako druhý syn britského obchodníka Isaaca Moriera, který zde působil jako generální konzul Levantské společnosti. Vzdělání získal na Harrow College v Anglii a poté pracoval v Izmiru pro svého otce. Roku 1808 byl jmenován tajemníkem britského vyslance k perskému šachovi, roku 1909 doprovázel perského velvyslance na cestě do Británie a roku 1810 se do Persie opět vrátil jako tajemník prvního britského velvyslance v této zemi. V letech 1814 až 1816 zde pak působil jako britský chargé d’affaires. Poté se na vlastní žádost vrátil do Anglie, začal pobírat důchod a věnoval se literatuře. Do britských diplomatických služeb se ještě vrátil v letech 1824 až 1826, kdy působil v Mexiku jako zvláštní zmocněnec pro uzavření smlouvy mezi oběma zeměmi.
Ve svém literárním díle Morier plně využil své zkušenosti z prostředí Orientu, které tak důvěrně znal z dětství a z diplomatických služeb. Po dvou cestopisných knihách, vycházejících z jeho diplomatického působení v Persii vydal roku 1824 pod pseudonymem Peregrine Persic (Perský poutník) své nejslavnější dílo, dobrodružný román The Adventures of Hajji Baba of Ispahan (Dobrodružství Hadži Baby z Isfahánu). Jeho další románová díla již podobný ohlas nezískala.
Morier zemřel roku 1849 v Brightonu.

## Dílo
- A Journey through Persia, Armenia and Asia Minor, to Constantinople (1812, Cesta Persií, Arménií a Malou Asií do Konstantinopole), zážitky z prvního autorova pobytu v Persii z let 1808 až 1809,
- Second Journey through Persia, Armenia, and Asia Minor, to Constantinople (1818, Druhá cesta Persií, Arménií a Malou Asií do Konstantinopole), popis druhého autorova pobytu v Persii v letech 1810 až 1816.
- The Adventures of Hajjî Baba of Ispahan (1824, Dobrodružství Hadži Baby z Isfahánu), romantický dobrodružný román odehrávající se v Persii na počátku 19. století. Vypráví o životě chudého syna isfahánského lazebníka, který se dostane do zajetí loupeživých Turkmenů a po svém osvobození prožívá po vzoru pikareskních románů celou řadu humorných i tragických dobrodružství až se stane prvním tajemníkem šachova velvyslance.
- The Adventures of Hajjî Baba of Ispahan in England (1828, Dobrodružství Hadži Baby z Isfahánu v Anglii), pokračování předcházejícího románu.
- Zohrab, or the Hostage (1832, Zobrab aneb Rukojmí),
- Ayesha, the Maid of Kars (1834, Ajša, služka z Karsu),
- Abel Allnutt (1837),
- The Mirza (1841, Mirza).

## Filmové adaptace
- The Adventures of Hajji Baba (1954), americký film, režie Don Weis, titulní roli John Derek

## Česká vydání
- Příhody Hadži Baby Ispahanského, Mikuláš a Knapp, Praha 1879, přeložil J. Malý, dva díly. Dostupné online.
- Hadži Baba z Ispahánu, Sfinx, Praha 1941, přeložil Jarmil Krůta,
- Hadži Baba z Ispafánu, Odeon, Praha 1975, přeložil Jarmil Krůta.